# Ri-Bhoi
Ri-Bhoi is een district van de Indiase staat Meghalaya. Het district telt 192.795 inwoners (2001) en heeft een oppervlakte van 2378 km².
Garo Hills:
East Garo Hills · North Garo Hills · South Garo Hills · South West Garo Hills · West Garo Hills · 
Khasi Hills:
East Khasi Hills · South West Khasi Hills · West Khasi Hills · Ri-Bhoi 
Jaintia Hills:
East Jaintia Hills · West Jaintia Hills